# یانگ یون (ژیمناست)
یانگ یون (ژیمناست) (به انگلیسی: Yang Yun (gymnast)) ژیمناست زادهٔ ۲ دسامبر ۱۹۸۴ میلادی اهل کشور چین است.